# Чёрные какаду
Чёрные какаду (лат. Calyptorhynchinae) — подсемейство птиц семейства какаду.
Подразделяется на 3 рода:
- Род Траурные какаду Calyptorhynchus
  - Белоухий траурный какаду Calyptorhynchus baudinii
  - Белохвостый траурный какаду Calyptorhynchus latirostris
  - Траурный какаду Бэнкса Calyptorhynchus banksii
  - Желтоухий траурный какаду Calyptorhynchus funereus
  - Буроголовый траурный какаду Calyptorhynchus lathami